# 푸시 기반 모델
푸시 기반 모델(push-based model)은 초기 공급사슬관리시스템이 주도한 모델로, 우선 생산이라고도 한다. 푸시 기반 모델에서는 생산관리자가 제품의 수요에 대한 예측이나 최상의 예상을 바탕으로 생산일정을 수립하며, 이렇게 생산된 제품은 고객에게 이송된다.

## 같이 보기
- 풀 기반 모델